# Dorylus termitarius
Dorylus termitarius é uma espécie de formiga do gênero Dorylus.